# Nationalpark Ordesa y Monte Perdido
Der Nationalpark Ordesa y Monte Perdido, kurz auch Ordesa-Nationalpark, ist ein Nationalpark in den spanischen Pyrenäen in der Provinz Huesca. Er wurde am 16. August 1918 zum Nationalpark erklärt und ist damit der älteste in den Pyrenäen. Wichtigster Teil des Nationalparks ist der 3355 m hohe Monte Perdido, der seit 1997 zum UNESCO-Welterbe gehört.

## Fläche und Gliederung
Der Nationalpark in seiner jetzigen Größe besteht seit einer Erweiterung am 13. Juli 1982 und erstreckt sich auf einer Fläche von 15.608 ha und verteilt sich auf die Gemeinden Torla-Ordesa (2.315 ha), Fanlo (8.265 ha), Tella-Sin (731 ha), Puértolas (2.473 ha) und Bielsa (1.824 ha). An der Nordgrenze des Nationalparks liegt der noch ausgedehntere französische Nationalpark Pyrenäen. Rund 600.000 Menschen besuchen den Nationalpark Ordesa y Monte Perdido pro Jahr.

## Fauna und Flora
Der Nationalpark verfügt über eine einzigartige Fauna und Flora, so finden sich die tiefsten Schluchten des Kontinents mit bizarren Felsformationen, die an den Grand Canyon erinnern, allerdings mit reichlich Vegetation. Es finden sich viele Pflanzen- und Tierarten, die in weiten Teilen Europas bereits ausgestorben sind, wie der Braunbär oder der Schmutzgeier.